# Ligne de tramway 470
La ligne 470 est une ancienne ligne de tramway de la Société nationale des chemins de fer vicinaux (SNCV) qui reliait Huy à Waremme entre 1888 et 1949.

## Histoire
La ligne est mise en service en traction vapeur le 6 mai 1888 entre la gare de Statte à Huy et Waremme (nouvelle section, capital 20). L'exploitation est assurée par la société anonyme d'exploitation du Chemin de fer vicinal de Huy - Waremme et extensions (CFVHWE),.
En 1892, l'exploitation est reprise par la société anonyme du Chemin de fer d'Ans - Oreye (CFAO). 
Au cours de la Première Guerre mondiale, en août 1917 l'occupant démonte les voies entre Huy et Omal, le service sur cette section est rétabli le 1er octobre 1920,. 
Au 1er janvier 1929, l'exploitation est alors reprise directement par la SNCV,. 
La ligne est supprimée le 10 juillet 1949, elle est remplacée par une ligne d'autobus qui prendra l'indice 45 dans les années 1950, cette ligne et est toujours exploitée sous l'indice 145,,. Les voies de la ligne restent utilisées pour le trafic fret jusqu'à leur fermeture à tout-trafic le 3 janvier 1952 entre Wanze Bifurcation et Hollogne-sur-Geer qui est démontée la même année et le 29 juillet 1957 entre Hollogne-sur-Geer et Waremme également démontée la même année,.

## Infrastructure

### Voies et tracés
La voie est construite à l'écartement métrique (1 000 mm).

### Dépôts et stations
Nom : (gare) : quand le dépôt ou la station est accolé ou proche d'une gare.
Type : D : dépôt , S : station , Sf : si la station sert de gare douanière à la frontière , Sp : si la station est établie dans un bâtiment privé le plus souvent un café ou plus rarement une habitation privée.
| Illustration | Nom       | Type | Commune           | Localisation                | État            | Remarques |
| ------------ | --------- | ---- | ----------------- | --------------------------- | --------------- | --------- |
|              | Omal      | D    | Omal              | 50° 39′ 07″ N, 5° 21′ 05″ E | En service TEC. |           |
|              | Vinalmont | Sp   | Wanze (Vinalmont) | 50° 33′ 49″ N, 5° 14′ 04″ E | Hors service.   |           |
|              | Wanze     | D    | Wanze             | 50° 32′ 10″ N, 5° 13′ 11″ E | En service TEC. |           |

## Exploitation

### Horaires
Tableaux horaires :
- 470 en 1931[4].